# 三河山本氏
三河山本氏（みかわやまもとし）は、日本の氏族。三河国の山本氏を称する土豪（あるいは小領主）。三河牧野氏の家臣となった山本氏は、これを先祖とする越後長岡藩家老家の山本氏となった。海軍元帥・山本五十六は北越戦争・戊辰戦争で当主が戦死した同家を同藩藩士の高野家より養子入りして継いだ事でも知られる。江戸幕府では、直参旗本の身分・山本氏にも先祖を三河発祥とするものがある。

## 三河国渡来前の伝説
山本氏の遠祖は、鎮守府将軍源満政であると伝えられる。満政の玄孫・重長が美濃国木田郷に住し、木田氏を称した。その子・重国は、承久の乱で後鳥羽上皇に味方して、討ち死にした。その甥、重季（通称・吉野冠者）も伯父と共に討ち死にした。木田重季の子孫は、駿河国富士郡山本村に渡来して、在地の土豪となった。この木田氏は、後に貞久（弾正）が山本と姓を改めて、駿河・遠江の戦国大名、今川氏に仕えた。

## 三河国渡来後の伝説
山本貞久の子孫となる山本伝次郎幸綱は、三河賀茂郡内に今川氏から所領を与えられて移り住み、2代目は通称を帯刀と称して賀茂神社の神官となった。3代目の山本光幸は同賀茂郡鶴巻に住した（諸説あり）。山本伝次郎幸綱と伝えられる墓地は同賀茂郡本願寺に存在するが、その事績については史料的根拠がない。
また三河渡来後に一時、駿河久能山城主に栄転したとする伝説もあるが、史料的根拠がない。

## 越後長岡藩上席家老 山本氏
越後国長岡藩家老・山本帯刀家は三河牛久保六騎以来の家とされるが、その沿革には徳川家への仕官など曲折があった。永禄8年（1565年）に稲垣長茂らと共に家康の御家人に列したとの記述があるが、それ以降は山本帯刀に関する史料が乏しいためその動向があまり詳細ではない。
しかし深溝松平家の松平家忠の日記『家忠日記』には、天正13年（1585年）12月晦日の条で当時岡崎城代であった本多作左衛門重次の歳暮音信の訪問を受けた人物として本多豊後守広孝、内藤平左衛門（某）と共に山本帯刀の名が見える
。
また天正18年（1590年）の小田原征伐では徳川方陣立ての中に陣場奉行として参陣した（國學院大學の煎本増男による）。また、関ヶ原合戦図屏風（徳川美術館蔵）の中にもその姿が描かれている（参照→関ヶ原合戦図屏風（徳川美術館蔵）中の山本帯刀、「厭離穢土欣求浄土」の旗の左方に見える。）。
さらに前掲『家忠日記』文禄元年（1592年）3月16日（旧暦）の条で江戸普請奉行として天野清兵衛と共に記述され、松平家忠に江戸普請に来るように要請している。文禄元年当時、山本帯刀は下総国佐倉内で1000石を知行していたとされる。これらの事柄から山本帯刀（成行）は越後長岡藩山本家の所伝のとおり、文禄年間までは徳川家直参旗本であったと推定される。
天正18年（1590年）に、牧野氏が牛久保城主から、大胡城主、2万石に栄転すると、山本成行（帯刀左衛門）は、牧野康成の家老（2,200石）に、就任した。成行は慶長9年（1604年）7月10日大胡にて死去その地に埋葬、その夫妻の墳墓は群馬県前橋市大胡の有鷲山長興寺に造られた。
牛久保城主の牧野氏の所領は7,000石程度と推定されているが、大胡城主となった牧野氏2万石では、元和元年（1615年）当時に徳川直参であった稲垣氏（平助家）の家禄（2400石）は含まれないと考えられるが、山本氏（帯刀家）の家禄（2,200石）は支給内訳が不明であるものの、上記の通り、文禄元年までは徳川家の普請奉行として1,000石の公儀支給を受けていた。
それゆえに、江戸時代に越後長岡藩家老・山本氏は、徳川将軍家の旗本（将軍拝謁）の資格があるとされた。

## 幕臣 山本氏
『寛政重修諸家譜』によると、山本勘助の曾孫である山本九郎兵衛正重は、寛永12年（1635年）に御持筒与力に召し出され、後に小十人（250石）に列した。石高から推して、馬上となり小十人の組頭を補佐していたものと思われる。また同氏は、三河発祥であるとしている。
『断家譜』によると、上記の山本氏の別家となる山本氏が存在し、大番等を勤めた250石の家柄であったが、宝暦11年（1761年）に当主が逐電したため、断絶している。この当主（山本辰之助）は山本勘助から数えて8代目となる。
同『寛政諸家譜』巻第132、清和源氏義光流山本氏は山本四兵衛正直の代より岡崎城主松平清康・広忠に仕え、西三河出身。
また、永禄6年（1563年）の三河一向一揆の際に土呂籠城の衆に山本四平・山本才蔵・山本小次郎があり、徳川家康に敵対した。このように古くから西三河にも近江源氏系（山本冠者義経子孫）など、前掲の駿河出身とは異流の山本氏があり、松平氏（徳川氏）の家臣となるものもいた。

## 豊川市御津町の山本氏
豊川市御津町には宝飯郡御津村の時代に山本勘助屋敷の伝承を持つ古屋敷があったとされる。これは、『新訂三河国宝飯郡誌』に記事が収録された頃、同村大字広石字越川にあった山本源助屋敷がそれであるとする。この屋敷には古刀・槍穂先の遺物が伝わり、また同屋敷の西隅に五輪の石塔があった（いずれも由緒不詳）。
なお、市内御津町広石の御津神社には天文15年（1546年）の山本五郎左衛門尉成政、天正8年（1580年）の山本孝雲入道の棟札があるとする。なお、東三河に由緒の深い越後長岡藩の家臣団に藩士山本五郎左衛門家（130石）が藩創設以来幕末まで存続していたが、この成政との関係は不詳。また、山本勘助との関係は勘助の前名が源助だったという『牛窪密談記』の記述以外に重なるものは知られていない。

## 雑載
常陸国笠間藩主・牧野氏と越前国松平氏の上級家臣の山本氏は、山本勘助と同家であるとしている。牧野越中守家臣山本氏は、幕臣山本氏に養子を出している。また志摩国答志郡鳥羽藩主稲垣氏の家老連綿である山本氏（300石）とその分家60石は、三河国宝飯郡発祥の山本氏である。